# Treprickig frökenfisk
Treprickig frökenfisk (Dascyllus trimaculatus) är en fiskart som först beskrevs av Eduard Rüppell 1829.  Treprickig frökenfisk ingår i släktet Dascyllus och familjen Pomacentridae. Inga underarter finns listade i Catalogue of Life.